# Trichi

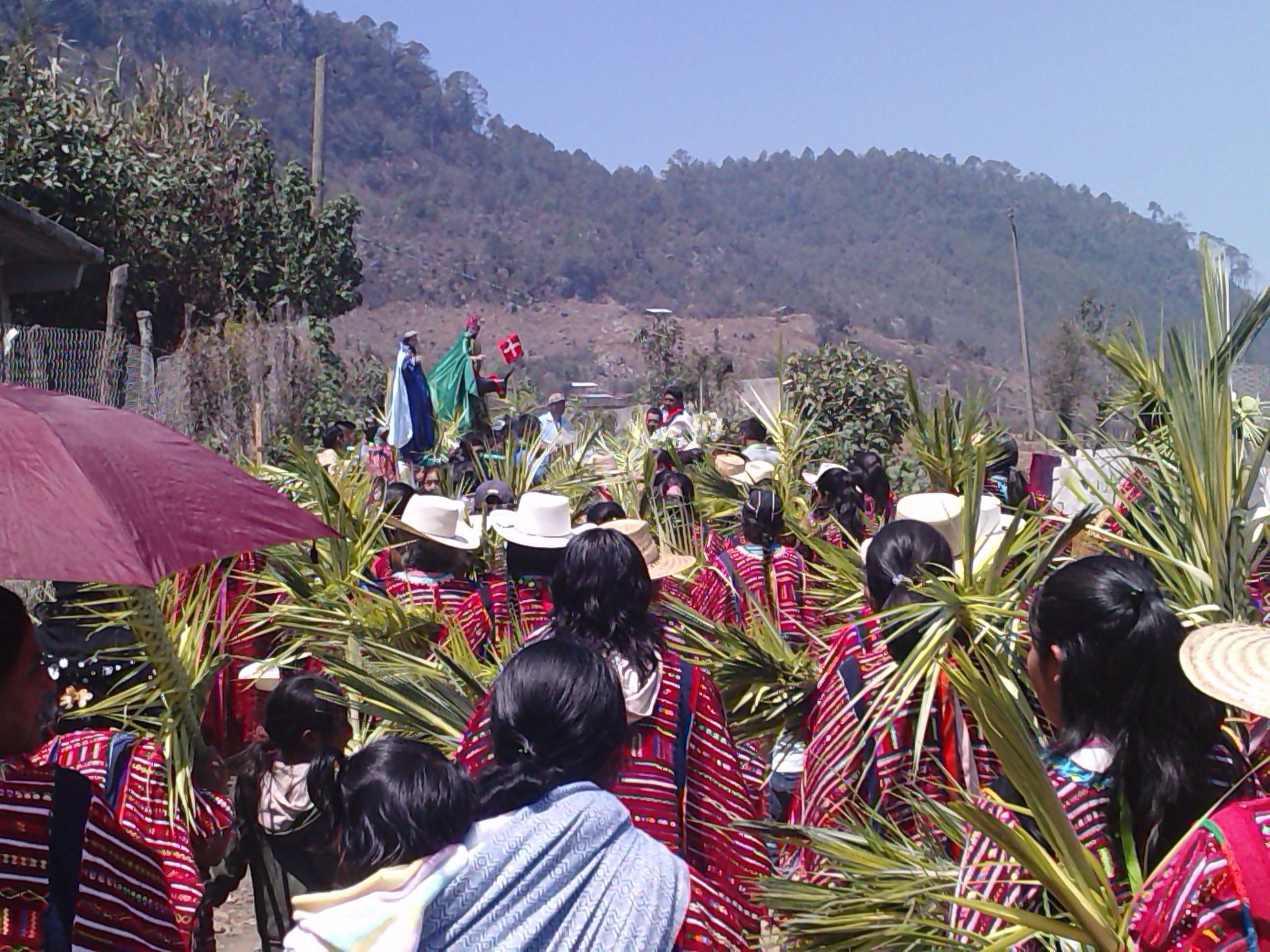
Processione della Settimana Santa Trichi a Santo Domingo del Estado

Lingue Mixtecane e idiomi circostanti

I Trichi  (in spagnolo Triquis) sono un popolo indigeno che si trova a nord-ovest dello stato di Oaxaca, Messico, e forma un'isola culturale nel mezzo del vasto territorio Mixtechi. I principali villaggi sono: San Juan Copala nel comune di Santiago Juxtlahuaca, San Martín Itunyoso e San José Xochixtlan nel comune di San Martín Itunyoso, San Andrés Chicahuaxtla e Santo Domingo del Estado nel comune di Putla Villa de Guerrero.